# Els Garidells
Els Garidells ist eine katalanische Gemeinde in der Provinz Tarragona im Nordosten Spaniens. Sie liegt in der Comarca Alt Camp.

## Sehenswürdigkeiten
- Kirche Sant Jaume